# جيني بيل
جيني بيل (بالإنجليزية: Jeannie Bell)‏ هي لغوية أسترالية، ولدت في 1949.